# Stoki (Pojezierze Kaszubskie)
Stoki – wzniesienie o wysokości 70,2 m n.p.m. na Pojezierzu Kaszubskim, położone w woj. pomorskim, w powiecie lęborskim, na obszarze gminy Nowa Wieś Lęborska.
Ok. 2,5 km na północny zachód leży miasto Lębork, zaś na południowy wschód znajduje się sąsiednie wzniesienie Glinniki.
Nazwę Stoki wprowadzono urzędowo w 1949 roku, zastępując poprzednią niemiecką nazwę Warzel Berg.